# A375 (route russe)
Ne pas confondre avec la M12 qui partage le même nom de Vostok.
Pour les articles homonymes, voir A375 et Vostok.
La route fédérale A-375 « Vostok » (en russe : Автомобильная дорога федерального значения А-375 «Восток», Vostok (Восток) voulant dire "Est") est une autoroute d'accès de Russie toujours en construction, devant relier la ville de Khabarovsk à la ville de Nakhodka. La longueur construite de la route est de 244 km au 18 mars 2019.

## Histoire
La route a commencé à être construite dans les années 80, puis la construction de la route s'est figée lors de l'effondrement de l'URSS, faisant que seule la partie dans le kraï de Khabarovsk (soit environ 1 quart de la route) est construite,.
En 2021, la construction d'un contournement autoroutier payant de la ville a été achevée, reliant les routes fédérales arrivant à Khabarovsk entre elles. Ces routes sont la R297 en direction de Tchita ; l'A375 vers le centre-sud du kraï qui se connecte à l'A376 vers Vanino et Komsomolsk-sur-l'Amour ; et l'A370 vers Vladivostok,,.